# Wielopole Skrzyńskie (gmina)
Pour les articles homonymes, voir Wielopole.
Wielopole Skrzyńskie [vjɛlɔˈpɔlɛ ˈskʂɨɲskʲɛ] est une commune rurale de la Voïvodie des Basses-Carpates et du powiat de Ropczyce-Sędziszów. Elle s'étend sur 93,41 km² et comptait 9 415 habitants en 2010.
Elle se situe à environ 16 kilomètres au sud de Ropczyce et à 30 kilomètres à l'ouest de Rzeszów, la capitale régionale.

## Géographie
Outre le siège Wielopole Skrzyńskie, la gmina regroupe les villages de Broniszów, Brzeziny, Glinik et Nawsie.